# Colpodonta
Colpodonta is een geslacht van vlinders van de familie spanners (Geometridae), uit de onderfamilie Ennominae.

## Soorten
- C. crenulata Warren, 1907
- C. lemairei Herbulot, 1988
- C. pimienta Dognin, 1894